# Irineu Esteve
Irineu Esteve Altimiras (Andorra la Vella, 21 giugno 1996) è un fondista andorrano.

## Biografia
Attivo dal febbraio del 2013, Esteve ha esordito ai Campionati mondiali a Lahti 2017, dove si è classificato 28º nella 15 km e 32º nello skiathlon, in Coppa del Mondo il 3 dicembre dello stesso anno a Lillehammer in un inseguimento (45º) e ai Giochi olimpici invernali a Pyeongchang 2018 dove, dopo esser stato portabandiera di Andorra durante la cerimonia di apertura, si è piazzato 26º nella 15 km, 32º nella 50 km e 44º nello skiathlon. Ai Mondiali di Seefeld in Tirol 2019 nelle medesime specialità è stato rispettivamente 22º, 29º e 20º e anche ai Mondiali di Oberstdorf 2021 ha gareggiato nella 15 km (15º), nella 50 km (34º) e nello skiathlon (21º); ai XXIV Giochi olimpici invernali a Pechino 2022 si è classificato 24º nella 15 km, 25º nella 50 km e 20º nello skiathlon e ai Mondiali di Planica 2023, sempre nelle tre specialità di distanza, si è piazzato rispettivamente al 7º, al 14º e al 12º posto e a quelli di Trondheim 2025 è stato 26º nella 10 km, 50º nella 50 km e 25º nello skiathlon.

## Palmarès

### Coppa del Mondo
- Miglior piazzamento in classifica generale: 42º nel 2023